# Triggerfinger (album)
Triggerfinger is het debuutalbum van de Belgische rockband Triggerfinger. Het album werd uitgebracht op 26 januari 2004. Op 25 januari 2004 werd het album gepresenteerd in de AB. Er zijn drie singles uitgebracht: Camaro, Inner peace en Lil' teaser.
Het album bevat twee covers: Commotion van Creedence Clearwater Revival en Au suivant van Jacques Brel. Au suivant werd in de zomer van 2003 opgenomen voor het televisieprogramma Puur Brel.

## Tracklist
| Nr. | Titel         | Schrijver(s)                  | Duur |
| --- | ------------- | ----------------------------- | ---- |
| 1.  | Inner peace   | Ruben Block                   | 3:35 |
| 2.  | Lil' teaser   | Ruben Block                   | 4:16 |
| 3.  | Today         | Ruben Block                   | 3:33 |
| 4.  | Commotion     | John Fogerty                  | 5:37 |
| 5.  | Drivin'       | Martine Van Hoof, Ruben Block | 4:15 |
| 6.  | Back on track | Ruben Block                   | 4:23 |
| 7.  | On my knees   | Ruben Block                   | 4:14 |
| 8.  | Hunt you down | Ruben Block                   | 3:27 |
| 9.  | Faders up     | Ruben Block                   | 4:58 |
| 10. | Camaro        | Martine Van Hoof, Ruben Block | 5:10 |
| 11. | Au suivant    | Jacques Brel                  | 5:24 |

## Credits

### Bezetting
- Ruben Block (zang, gitaar, keyboard, lepels)
- David Poltrock (aanvullend keyboard track 1)
- Paul Van Bruystegem (bas)
- Mario Goossens (drums, percussie, shaker)

### Productie
- Raf Roesems (mastering)
- Jo Francken (mix)
- Gert Jacobs (mix)
- Raf Roesems (mix)